# 金子俊平
金子 俊平 （かねこ しゅんぺい、1978年5月28日 - ）は、日本の政治家。自由民主党所属の元衆議院議員（2期）、元財務大臣政務官。父は国土交通大臣や規制改革担当大臣を務めた元衆議院議員の金子一義。祖父は大蔵大臣、経済企画庁長官を務めた元衆議院議員の金子一平。

## 来歴
岐阜県高山市で生まれ、東京都で育つ（現在の住所は高山市馬場町2丁目。自身は東京都国立市に住んでいる）。慶應義塾大学経済学部卒業。大学卒業後、三井不動産に5年間勤務した後、2006年から父・一義の秘書を務めた。2008年、一義が麻生内閣で国土交通大臣に任命されたため、秘書官に就任した。2015年には高山青年会議所理事長、2016年には日本青年会議所岐阜ブロック協議会会長をそれぞれ務めた。
2017年9月20日、父・一義が次期衆議院議員総選挙に出馬せず、政界を引退する意向を表明した。10月1日、自由民主党岐阜県連は、金子俊平の擁立を決定し、自身も記者会見を開いて出馬を表明した。第48回衆議院議員総選挙に自民党公認で父と同じ岐阜4区から出馬し、希望の党前職の今井雅人らを破り、初当選した。当選後、岸田派に入会した。
2020年9月の自民党総裁選では、岸田文雄の推薦人に名を連ねた。
2021年10月31日の第49回衆議院議員総選挙で、立憲民主党の今井雅人、日本維新の会の元可児市議会議員の佐伯哲也を破り、再選。今井は比例復活もならず議席を失った。
2024年9月12日、自民党総裁選挙が告示され、旧岸田派からは林芳正と上川陽子の2人が立候補した。金子は林の推薦人に名を連ねた。投票日前日の9月26日夜、麻生太郎は岸田文雄首相に「高市で行きます」と通告した。同日22時半頃、産経新聞は、麻生が1回目の投票から高市早苗を支援するよう自派閥の議員に指示を出したとスクープした。9月27日朝、岸田は高市が決選投票に残る可能性が高いと踏み、「決選は高市氏以外。党員票が多い方に投じてほしい」と旧岸田派のメンバーに一気に指示を下ろした。高市は1回目の議員投票で、報道各社の事前調査での30～40票を大きく上回る72票を獲得した。党員数と合わせた得票数は1位だったが、決選投票で石破茂に敗れた。金子は1回目の投票では林に投じ、決選投票については、中日新聞の取材に対し、投票先を公表しなかった。
同年10月15日、第50回衆議院議員総選挙が公示され、岐阜4区からは金子と今井の2人が立候補した。10月17日に日本経済新聞が序盤情勢を発表。「今井が頭一つ抜け出す。金子は自民支持層の3分の2ほどをおさえ、懸命に追う」と報じた。裏金問題や統一教会問題、10月23日に発覚した非公認候補への2000万円支給問題など自民党に逆風が吹き荒れる中、10月25日に選挙カーの中で女性スタッフの胸を揉んだ（後述）。10月27日投開票。今井に大差で敗れ、比例復活もならず議席を失った。11月2日、金子は岐阜4区の支部長辞任の意向を示し、同月3日、後援会が上記の不祥事を受けて解散を検討することが報じられ、同月5日、後援会は解散を発表した。後援会幹事長は「政治活動を断つという意味でも後援会活動を終える」「本当はこの場に同席してほしかった」とし、金子は政界から退く意向だとした。今後、仮に比例で繰り上げ当選が決まっても辞退する意向であることが報道により明らかとなった。11月29日、自民党は比例名簿からの削除を総務省に届け出て受理された。

## 政策・主張

### 憲法
- 憲法改正について、2017年、2021年のアンケートで「賛成」と回答[42][43]。
- 憲法9条への自衛隊の明記について、2021年のアンケートで「賛成」と回答[44]。
- 改正すべき項目として「自衛隊の保持を明記する」「集団的自衛権の保持を明記する」「環境権に関する条項を新設する」「緊急事態に関する条項を新設する」と主張[45]。
- 安全保障関連法の成立について、2017年のアンケートで「評価する」と回答[42]。
- 憲法への緊急事態条項の創設に賛成[46]。
- 参議院議員通常選挙で隣接する県を一つの選挙区にする「合区」をなくすための憲法改正に賛成[46]。

### ジェンダー
- 選択的夫婦別姓制度の導入について、2017年のアンケートでは「どちらとも言えない」と回答[42]。2021年のアンケートでは「どちらかといえば賛成」と回答[43]。
- 同性婚を可能とする法改正について、2021年の朝日新聞社のアンケートでは「どちらとも言えない」と回答[43]。2021年のNHKのアンケートでは回答しなかった[44]。
- 「LGBTなど性的少数者をめぐる理解増進法案を早期に成立させるべきか」との問題提起に対し、「どちらかといえば賛成」と回答[43]。
- クオータ制の導入について、2021年のアンケートで回答しなかった[44]。

### その他
- 「原子力発電への依存度について今後どうするべきか」との問題提起に対し、2021年のアンケートで「現状を維持すべき」と回答[44]。
- アベノミクスについて、2017年のアンケートで「評価する」と回答[42]。
- 安倍内閣による森友学園問題・加計学園問題への対応について、2017年のアンケートで「どちらかといえば評価する」と回答[42]。
- 「ドナルド・トランプ大統領を信頼できるか」との設問に対し、2017年の毎日新聞社のアンケートで「信頼できる」と回答[46]。
- 高収入の一部専門職を労働時間規制から外す「高度プロフェッショナル制度」の導入に賛成[46]。
- 原子力発電は日本に「必要だ」としている[46]。
- カジノの解禁に賛成[46]。
- 日本の核武装について「将来にわたって検討すべきでない」としており、非核三原則の「持ち込ませず」の部分の見直しについても「議論する必要はない」としている[46]。
- 消費税率の10%への引き上げに賛成[46]。
- 普天間基地の辺野古への移設に賛成で、沖縄県が譲歩すべき（普天間基地移設問題を参照）[46]。
- 女性宮家の創設に賛成[46]。

## 人物・不祥事

### 統一教会との関係
- 2021年11月5日、世界平和連合の中部地区常任講師や国際勝共連合愛知県本部の代表を務めるS[47]は、5日前に実施された衆院選「第3地区」を総括する33ページにわたる内部資料を作成した。教団は日本を5地区に分けており、第3地区は東海北陸信越近県に及ぶ中部地区一帯を指す[48]。選挙支援に関するページでは、金子が選挙事務所で世界平和統一家庭連合（旧統一教会）の関係者から、世界平和連合のシンボルマークの入った推薦状を授与されたことがわかる写真が掲載された[49]。選挙結果のページでは、金子ら「新しくUPFに繋がった東海ブロック国会議員10人」[注 2]が記され、統一教会のフロント組織である天宙平和連合（UPF）と世界平和連合が一体となった政界工作であることが示された[50]。

- 2022年7月から8月にかけて、共同通信社は、全国会議員712人を対象に、統一教会との関わりを尋ねるアンケートを実施。8月31日に各議員の回答の全文を公表した。「旧統一教会またはその友好・関連団体等から選挙活動への支援、協力を受けた、あるいはその申し出を受けたことはあるか」との問いに対し、金子は「ない」と回答した[51][52]。ところが2024年10月25日配信の文春オンラインの記事により、上記のとおり、2021年の衆院選時に教団側から推薦状を受け取っていたことが判明した[49]。

### 女性秘書との不倫疑惑
2022年2月、10歳年下の独身女性を私設秘書として雇用。同年9月14日、9月26日、10月5日、10月8日のそれぞれの朝、東京都中央区にある女性秘書の住むマンションから、金子と女性が時間差で出ていくのが週刊文春記者によって確認された。中央区のマンションをめぐり、金子は取材に対し「中央区のマンションには自分の部屋と女性の部屋とそれぞれ別で借りている」と答え、女性秘書は「税理士の部屋を訪ねただけ。自分の部屋も金子氏の部屋もない」と答えた。両者の回答が矛盾することから、不倫疑惑が高まった。10月12日、文春オンラインは取材内容を配信し、それとともに金子と女性秘書が岐阜県で短パンデートしている写真を記事に掲載した。
2024年10月の衆院選で、金子は女性を高山市内の選挙事務所に常駐させた。高山は観光名所で目立つところでもあったため、周囲は反対したが、金子は無視した。

### 選挙期間中のセクハラ事件
第50回衆議院議員総選挙の選挙期間中の2024年10月22日、金子は昼休み中に選挙事務所で女性の嫌がる発言をした。女性が陣営に相談したことで発覚し、金子は女性に謝罪した。
同年10月25日、上記の女性が車上運動員として選挙カーに乗ると、一緒に座った女性の胸を突然揉んだ。また、夫のいる当該女性に対し「最近お腹が出てきたんじゃないの」と言いながらお腹を触った。被害者の女性は街頭演説場所に着くと、その場にいた女性地方議員に「金子さんとは一緒に車に乗りたくない」と打ち明けセクハラ行為が発覚した。金子は周囲に促されて女性に謝罪した。女性が告発を検討したことから情報が一気に広まり、相手候補の今井雅人の陣営や報道陣の耳にも入った。翌26日、金子の選対は、25日に応援に訪れた野田聖子らに対し釈明のメールを送信した。
同年10月27日20時過ぎに今井の当確が報じられると、記者団は金子にわいせつ行為について質問。金子は「事務所で対応します」と述べ、選挙事務所を足早に立ち去った。10月29日夜、金子は事務所を通じて謝罪の意を示すコメントを発表した。自民党県連の村下貴夫幹事長は金子から連絡がないことを明かし、「やってはいけないことをした。今後、厳正な対応を検討する」と述べた。事件を受けて金子の後援会は解散した。金子も岐阜4区支部長を辞任した。

### その他
- 家族は父、母、妻、2男[4]。妻、2男は高山市の自宅で同居している[5]。国立市の一軒家に住む[7]。
- 2018年6月から2022年1月末まで藤井浩人が金子の秘書を務めていた。藤井は2022年1月の選挙で美濃加茂市長に返り咲いた[58][59][60]。
- 身長が190cm近くある。

## 選挙
| 当落 | 選挙                   | 執行日         | 選挙区      | 政党       | 得票数     | 得票率 | 定数 | 得票順位 /候補者数 | 政党内比例順位 /政党当選者数 |
| ---- | ---------------------- | -------------- | ----------- | ---------- | ---------- | ------ | ---- | ------------------ | ---------------------------- |
| 当   | 第48回衆議院議員総選挙 | 2017年10月22日 | 岐阜県第4区 | 自由民主党 | 10万7473票 | 49.19% | 1    | 1/3                | /                            |
| 当   | 第49回衆議院議員総選挙 | 2021年10月31日 | 岐阜県第4区 | 自由民主党 | 11万844票  | 51.23% | 1    | 1/3                | /                            |
| 落   | 第50回衆議院議員総選挙 | 2024年10月27日 | 岐阜県第4区 | 自由民主党 | 8万5129票  | 42.74% | 1    | 2/2                | 8/7                          |

## 所属団体・議員連盟
国会
- 内閣委員会
- 農林水産委員会
- 災害対策特別委員会

自民党
- 自由民主党　副幹事長
- 国土交通部会　副部会長
- 農林部会　副部会長
- 金融調査会　事務局次長
- 国会対策委員会　委員
- 財政・金融・証券関係団体委員会　副委員長
- 青年局次長
- 女性局次長
- 広報戦略局次長

議員連盟
- 自民党たばこ議員連盟[61]
- 住宅対策促進議員連盟　事務局次長[62]
- 自民党タクシー・ハイヤー議員連盟　事務局次長
- 宅地建物等対策議員連盟　事務局次長
- 物流倉庫振興議員連盟　事務局次長
- 伝建にぎわい推進議員連盟　事務局次長
- 古民家再生議員連盟　事務局長代理
- ボーイスカウト振興国会議員連盟[63]